# Utteros
Utteros är en bebyggelse utmed gamla Europaväg 6 söder om Varberg/Träslövsläge i Tvååkers socken i Varbergs kommun. SCB avgränsar här en småort från 2020 till 2023.